# Maranhão
Maranhão je brazilský spolkový stát na severovýchodě Brazílie. Má hranice se spolkovými státy Piauí, Tocantins a Pará, na severu je ohraničen pobřežím Atlantského oceánu. Rozlohou i počtem obyvatel patří mezi středně velké brazilské státy: na území 331 983 km² (srovnatelném s Polskem) zde žije okolo 7 milionů obyvatel, z toho jeden milion v hlavním městě São Luís.
Stát se vyznačuje velkou diverzitou ekosystémů a nachází se zde několik národních parků, z nichž nejznámější je pobřežní oblast Lençóis Maranhenses.
Maranhão patří stejně jako celý Severovýchodní region mezi chudší části federace. Vyváží hlavně železnou rudu,  oxid hlinitý a sóju.

## Města
Největší města spolkového státu Maranhão, počet obyvatel k 1. červenci 2004:
- São Luís – 959 124
- Imperatriz – 231 950
- Caxias – 142 971
- Timon – 141 109
- São José de Ribamar – 126 271
- Codó – 113 889
- Açailândia – 100 841
- Bacabal – 95 335
- Paco do Lumiar – 93 796
- Santa Luzia – 78 716
- Barra do Corda – 78 154
- Santa Inês – 75 188
- Pinheiro – 71 828
- Balsas – 69 662
- Chapadinha – 63 610
- Buriticupu – 61 657
- Coroatá – 59 116
- Grajaú – 52 .303
- Itapecuru Mirim – 50 994
- Zé Doca – 50 183